# Sarcophaga minutissima
Sarcophaga minutissima är en tvåvingeart som beskrevs av Hall 1929. Sarcophaga minutissima ingår i släktet Sarcophaga och familjen köttflugor. Inga underarter finns listade i Catalogue of Life.